# Беляево (Чувашия)
Беля́ево (чув. Ҫӗнҫырма) — деревня в Янтиковском районе Чувашской Республики. Входит в состав Алдиаровского сельского поселения.

## География
Находится в восточной части Чувашии на расстоянии приблизительно 6 км на север-северо-запад по прямой от районного центра села Янтиково.

## История
Известна с 1721 года, когда здесь было отмечено 39 жителей мужского пола. Учтено в 1795 году — 22 двора, 126 жителей, в 1858 — 30 дворов, 244 жителя; в 1897 году — 478 жителей; в 1926 году — 127 дворов, 646 жителей; в 1939 году — 716 жителей; в 1979 году — 602 человека. В 2002 году было 182 двора; в 2010 году — 143 домохозяйства. В годы коллективизации работал колхоз им. Молотова, в 2010 КФХ «Николаев».

## Население
Население составляло 454 человека (чуваши 98 %) в 2002 году, 399 в 2010.